# Mitchell Marsh
Mitchell Ross Marsh (* 20. Oktober 1991 in Attadale, Australien) ist ein australischer Cricketspieler, der seit 2011 für die australische Nationalmannschaft spielt.

## Kindheit und Ausbildung
Marsh ist Sohn des ehemaligen Cricket-Nationalspielers Geoff Marsh, sein Bruder Shaun Marsh spielte ebenfalls für Australien Cricket, seine Schwester Melissa Marsh spielte professionell Basketball. Als Kapitän führte er das australische Team bei der ICC U19-Cricket-Weltmeisterschaft 2010 zum dritten Weltmeistertitel.

## Aktive Karriere

### Anfänge in der Nationalmannschaft
Sein Debüt im ODI- und Twenty20-Cricket gab er im Oktober 2011 in Südafrika. Jedoch konnte er sich zunächst nicht im Team etablieren und wurde nur vereinzelt eingesetzt. Im Februar 2012 zog er sich eine Rückenverletzung zu, die dafür sorgte, dass er zunächst nicht mehr bowlen sollte. Im Juli 2012 wurde er aus disziplinarischen Gründen aus dem Trainingscamp der australischen Mannschaft verwiesen, als er trotz Warnungen nach einer Party unfit zum Training erschien. Im Oktober feierte er abermals vor einem Spiel bei der Champions League Twenty20 2012 seinen Geburtstag zu ausgedehnt und verlor dadurch seinen Platz in der australischen A-Mannschaft. Er nahm dann bei der ICC Champions Trophy 2013 teil und spielte dabei zwei Spiele. Sein Durchbruch gelang dann im September 2014. Nachdem er bei einem Drei-Nationen-Turnier in Simbabwe gegen den Gastgeber 89 Runs ein Half-Century erzielt hatte, folgte ein weiteres gegen Südafrika und er wurde in beiden als Spieler des Spiels ausgezeichnet. Seinen ersten Test absolvierte er im Oktober 2014 gegen Pakistan. Im zweiten Spiel der Serie erzielte er dann auch sein erstes Test-Fifty (87 Runs). Nachdem er gegen Südafrika ein Fifty über 67 Runs erzielt hatte, konnte er ein weiteres im siegreichen Finale eines heimischen Drei-Nationen-Turniers gegen England (95 Runs) erzielen wofür er als Spieler des Spiels ausgezeichnet wurde. Daraufhin spielte er beim Cricket World Cup 2015 drei Spiele für das Team und erreichte im Eröffnungs-Spiel gegen England 5 Wickets für 33 Runs.
Die Saison 2015 stand im Zeichen der Ashes. Hier erzielte er im dritten Test 3 Wickets für 30 Runs. In der daran anschließenden ODI-Serie gelang ihm im zweiten Spiel ein Half-Century über 64 Runs und wurde dafür als Spieler des Spiels ausgezeichnet. Im fünften Spiel der Serie wurde er dann für 4 Wickets für 27 Runs als Bowler abermals als Spieler des Spiels und dann der Serie ausgezeichnet. Die Saison 2015/16 begann mit einer Test-Serie gegen Neuseeland, bei der er im dritten Spiel 3 Wickets für 59 Runs erzielte. Daraufhin konnte er in den Tests gegen die West Indies 4 Wickets für 61 Runs erreichen. In der darauf folgenden ODI-Serie gegen Indien erzielte er sein erstes ODI-Century über 102 Runs aus 84 Bällen. In Neuseeland konnte er dann in den Tests 3 Wickets für 73 Runs und in den ODIs ein Fifty über 69* Runs erreichen. Für letzteres wurde er dann als Spieler des Spiels ausgezeichnet. Aufgrund dieser Leistungen erzielte er im Draft für die Indian Premier League 2010 für die Rising Pune Supergiants einen Preis von 1 Million US-Dollar. Beim ICC World Twenty20 2016 spielte er dann zwei Spiele, wobei ihm gegen Neuseeland 24 Runs gelangen.

### Fokus auf die längeren Formate und Verletzungen
In der Indian Premier League verletzt er sich vorzeitig und schied aus dem Turnier aus. Bei einem Drei-Nationen-Turnier in den West Indies im Juni 2016 konnte er zunächst gegen den Gastgeber mit einem Fifty (79* Runs) den Finaleinzug sichern, bevor er dort mit 3 Wickets für 32 Runs den Sieg ermöglichte und als Spieler des Spiels ausgezeichnet wurde. Zum Abschluss der Saison gelang ihm in den Tests gegen Sri Lanka ein Fifty (53 Runs). In der Saison 2016/17 erreichte er in Südafrika (50 Runs) und gegen Neuseeland (76* Runs) jeweils ein Fifty. Im Januar zog er sich eine Schulterverletzung zu, die ihn zunächst aussetzen ließ. Nachdem er im Februar kurz zurückkam, musste er nach zwei Tests abermals wegen der Verletzung pausieren. Es sollte bis zum Herbst dauern, bis er wieder im nationalen Cricket eingesetzt wurde. Dort konnte er mit Western Australia die List-A-Trophy gewinnen. Für die Ashes Tour 2017/18 kam er dann auch wieder ins Nationalteam. Hier erzielte er bei seinem ersten Einsatz im dritten Test ein Century über 181 Runs aus 236 Bällen. Im fünften test gelang ihm ein weiteres Century über 101 Runs aus 141 Bällen. In der ODI-Serie der Tour folgten dann zwei Fifties (50 und 55 Runs). Nachdem er in Südafrika in der Testserie ein Fifty über 96 Runs erzielt hatte erlitt er im Verlauf der Tour eine Leistenverletzung. Diese führte abermals dazu, dass er monatelang ausfiel.
Im Herbst kam er wieder zurück und wurde zum Vize-Kapitän der Test-Mannschaft ernannt. Jedoch spielte er nur wenige Tests zu der Zeit und da seine Leistungen nicht herausragend waren, wurde er aus dem Team gestrichen. Weitere Verletzungen machten es ihm schwer wieder in Form zu kommen. Für den Cricket World Cup 2019 wurde er dann nur als Ersatz gemeldet. Im September spielte er einen Test in England, und konnte dabei mit 5 Wickets für 46 Runs sein erstes Five-for erzielen. Aber nachdem er sich im Oktober im nationalen Cricket die Hand brach, als er aus Frustration die Tür der Umkleidekabine schlug, war sein Verbleib abermals fraglich. Im Februar 2020 kam er zurück in die Limited-Overs-Teams. In den ODIs gegen Neuseeland erzielte er 3 Wickets für 29 Runs und erhielt dafür eine Auszeichnung als Spieler des Spiels. Im September 2020 gelang ihm dann in England mit 73 Runs ein weiteres ODI-Fifty. Während der Indian Premier League 2020 zog er sich im ersten Spiel für die Sunrisers Hyderabad eine Knöchelverletzung zu und viel so abermals aus.

### Aufstieg zum Twenty20-Kapitän
In der Folge konzentrierte er sich auf Twenty20-Cricket. Im Sommer 2021 gelang ihm in den West Indies in den ersten beiden Twenty20s jeweils ein Fifty (51 und 54 Runs). Im vierten Spiel der Serie konnte er ein weiteres Half-Century über 75 Runs und 3 Wickets für 24 Runs erreichen, wofür er als Spieler des Spiels ausgezeichnet wurde. Bei der folgenden Tour in Bangladesch konnte er ebenfalls ein Fifty erzielen (51 Runs). Beim ICC Men’s T20 World Cup 2021 konnte er dann in der Vorrunde ein Fifty über 53 Runs gegen die West Indies erreichen. Im Finale erreichte er beim Titelgewinn gegen Neuseeland 77 Runs und wurde dafür als Spieler des Spiels ausgezeichnet. Im März 2022 erlitt er eine Hüftverletzung und fiel abermals aus. Erst im Sommer fand er zurück ins Nationalteam. Beim  ICC Men’s T20 World Cup 2022 war seine beste Leistung 45 Runs gegen Afghanistan. Im November gelang ihm ein Fifty (50 Runs) in der ODI-Serie gegen England. Im März konnte er dann zwei weitere Fifties (81 und 66*) in den ODIs in Indien erreichen. Im Sommer fand er dann bei der Tour gegen England seinen Weg zurück ins Test-Team. Bei seiner Rückkehr erzielte er ein Century über 118 Runs aus 118 Bällen, wobei ihm ein weiteres Fifty (51 Runs) in der Serie gelang. In der Folge etablierte er sich als Twenty20-Kapitän. In Südafrika erreichte er zwei Fifties in den Twenty20s und wurde dafür als Spieler der Serie ausgezeichnet. In den ODIs der Tour folgte ein weiteres Fifty über 71 Runs, bevor er in der ODI-Serie in Indien ein weiteres erreichte (96 Runs).
Beim Cricket World Cup 2023 erreichte er zunächst ein Fifty über 52 Runs gegen Sri Lanka. Dem folgte gegen Pakistan eine Eröffnungs-Parternschaft zusammen mit David Warner über 259 Runs, wobei er ein Century über 121 Runs aus 108 Bällen erreichte. Gegen Bangladesch gelang ihm dann ein Century über 177* Runs aus 132 Bällen, wofür er ausgezeichnet wurde. Australien konnte in der Folge das Turnier für sich entscheiden. Nach der Weltmeisterschaft erreichte er vier Fifties (90, 63*, 96 und 54 Runs) in der TestSerie gegen Pakistan. Im Februar 2024 erreichte er je ein Fifty (80 Runs) in den Tests und den Twenty20s (72* Runs) in Neuseeland.